# Claudiu Baștea
Claudiu Baștea (ur. 18 marca 1979) – rumuński judoka. Dwukrotny olimpijczyk. Odpadł w eliminacjach w Sydney 2000 i Atenach 2004. Walczył w wadze lekkiej.
Piąty na mistrzostwach świata w 2005; uczestnik zawodów w 2001, 2003 i 2007. Startował w Pucharze Świata w latach 1999-2004 i 2006-2009. Piąty na mistrzostwach Europy w 2002 i 2004. Brązowy medalista igrzysk frankofońskich w 2005 roku.

## Letnie Igrzyska Olimpijskie 2004
| Konkurencja | Eliminacje             | Eliminacje        | Klas. końcowa |
| Konkurencja | Przeciwnik I           | Przeciwnik II     | Miejsce       |
| ----------- | ---------------------- | ----------------- | ------------- |
| 73 kg       | Bourama Mariko (MLI) Z | João Neto (POR) P | II runda.     |

## Letnie Igrzyska Olimpijskie 2000
| Konkurencja | Eliminacje             | Klas. końcowa |
| Konkurencja | Przeciwnik I           | Miejsce       |
| ----------- | ---------------------- | ------------- |
| 73 kg       | Kenzō Nakamura (JPN) P | I runda.      |